# Проколнати
Проколнати је македонски филм, кој је режирао Младен Крстевски.

## Улоге
| Глумац                    | Улоге       |
| ------------------------- | ----------- |
| Младен Крстевски          | Калински    |
| Јосиф Јосифовски          | Стариот     |
| Весна Димитровска         | Даскалицата |
| Јордан Витанов            | Војводата   |
| Митко Апостоловски        | Илија       |
| Благоја Спиркоски Џумерко | Арслан      |
| Кирил Гравчев             | Клисарот    |
| Љубе Терзијев             | Аргир       |
| Александар Горгиев        | Началникот  |
| Ристо Мајсторов           | Отправникот |
| Стојан Арев               | Зарвореник  |
| Најдо Тодески             | Кољо        |
| Дарко Кирик               | Дете        |

## Спољашне везе
- Проколнати на веб-сајту  (језик: енглески)